# کشتی در المپیک تابستانی ۱۹۲۴
کشتی در بازی‌های المپیک تابستانی ۱۹۲۴ نام رویداد ورزش کشتی در بازی‌های المپیک تابستانی بود که در سال ۱۹۲۴ برگزار شد.

## مدال‌آوران

### آزاد مردان
| بازی‌ها            | طلا                             | نقره                              | برنز                               |
| Bantamweight      | کوستا پیلایامکی · فنلاند        | کارلو ماکینن · فنلاند             | برایان هاینز · ایالات متحده آمریکا |
| Featherweight     | رابین رید · ایالات متحده آمریکا | چستر نیوتون · ایالات متحده آمریکا | کاتسوتوشی نایتو · ژاپن             |
| Lightweight       | راسل ویس · ایالات متحده آمریکا  | وولمار ویکستروم · فنلاند          | آروو هاویستو · فنلاند              |
| Welterweight      | هرمان گری · سوئیس               | اینو لینو · فنلاند                | اوتو مولر · سوئیس                  |
| Middleweight      | فریتس هاگمان · سوئیس            | پیر اولیویه · بلژیک               | ویلهو پکالا · فنلاند               |
| Light Heavyweight | جک اسپلمن · ایالات متحده آمریکا | رودولف اسونسن · سوئد              | چارلز کورانت · سوئیس               |
| Heavyweight       | هری استیل · ایالات متحده آمریکا | هنری ورنلی · سوئیس                | آرچی مک‌دونالد · بریتانیای کبیر     |

### فرنگی مردان
| بازی‌ها            | طلا                         | نقره                       | برنز                    |
| Bantamweight      | ادوارد پوتسپ · استونی       | آنسلم آلفورس · فنلاند      | واینو ایکونن · فنلاند   |
| Featherweight     | کاله آنتیلا · فنلاند        | الکسانتری تویوولا · فنلاند | اریک مالمبری · سوئد     |
| Lightweight       | اسکار دیوید فریمان · فنلاند | لایوش کرستش · مجارستان     | کاله وسترلوند · فنلاند  |
| Middleweight      | ادوارد وسترلوند · فنلاند    | آرتور لیندفورس · فنلاند    | رومن استینبرگ · استونی  |
| Light Heavyweight | کارل وستریرن · سوئد         | رودولف اسونسن · سوئد       | اونی پلینن · فنلاند     |
| Heavyweight       | آنری دگلان · فرانسه         | ادیل روسنکویست · فنلاند    | رایموند بادو · مجارستان |

## جدول مدال‌ها
| رتبه | کشور                      | طلا | نقره | برنز | مجموع |
| ۱    | فنلاند (FIN)              | ۴   | ۷    | ۵    | ۱۶    |
| ۲    | ایالات متحده آمریکا (USA) | ۴   | ۱    | ۱    | ۶     |
| ۳    | سوئیس (SUI)               | ۲   | ۱    | ۲    | ۵     |
| ۴    | سوئد (SWE)                | ۱   | ۲    | ۱    | ۴     |
| ۵    | استونی (EST)              | ۱   | ۰    | ۱    | ۲     |
| ۶    | فرانسه (FRA)              | ۱   | ۰    | ۰    | ۱     |
| ۷    | مجارستان (HUN)            | ۰   | ۱    | ۱    | ۲     |
| ۸    | بلژیک (BEL)               | ۰   | ۱    | ۰    | ۱     |
| ۹    | بریتانیای کبیر (GBR)      | ۰   | ۰    | ۱    | ۱     |
| ۹    | ژاپن (JPN)                | ۰   | ۰    | ۱    | ۱     |

## کشورهای شرکت‌کننده
در مجموع ۲۲۹ کشتی‌گیر از ۲۶ کشور در مسابقات کشتی بازی‌های المپیک تابستانی ۱۹۲۴ پاریس شرکت کرده‌اند:
- استرالیا (۱)
- اتریش (۸)
- بلژیک (۱۷)
- کانادا (۵)
- چکسلواکی (۹)
- دانمارک (۱۱)
- مصر (۲)
- استونی (۸)
- فنلاند (۲۴)
- فرانسه (۲۳)
- بریتانیای کبیر (۱۴)
- یونان (۲)
- مجارستان (۱۲)
- ایتالیا (۱۷)
- ژاپن (۱)
- لتونی (۶)
- لوکزامبورگ (۲)
- هلند (۸)
- نروژ (۷)
- لهستان (۲)
- اسپانیا (۴)
- سوئد (۱۳)
- سوئیس (۱۲)
- ترکیه (۵)
- ایالات متحده آمریکا (۱۴)
- یوگسلاوی (۲)